# Yusuf Akyel
Yusuf Akyel (* 4. Mai 1991 in Çorlu) ist ein türkischer Fußballspieler.

## Karriere
Akyel startete mit dem Vereinsfußball 2001 in der Jugend seines Heimatvereins Çorluspor und durchlief später die Jugendabteilungen der beiden Istanbuler Erstligisten Fenerbahçe Istanbul und Galatasaray Istanbul. 2010 wechselte er mit einem Profivertrag ausgestattet zum Drittligisten Konya Şekerspor. Bei diesem Verein saß er in der ersten Saison überwiegend auf der Ersatzbank und kam als Einwechselspieler zu sporadischen Einsätzen. Im Laufe seiner zweiten Saison eroberte er sich einen Stammplatz und behielt ihn die nächsten zwei Jahre.
Zum Sommer 2013 wechselte Akyel zum Zweitligisten Adana Demirspor. Bereits nach einer Saison verließ er diesen Klub Richtung Ligarivale Şanlıurfaspor. Bei diesem Klub wurde gegen Ende des vorsaisonalen Vorbereitungscamps sein Vertrag nach gegenseitigem Einvernehmen wieder aufgelöst.
Im August 2014 wurde von dem neuen Zweitligisten Altınordu Izmir für die Dauer von zwei Jahren verpflichtet. Bereits zur nächsten Rückrunde wechselte er innerhalb der TFF 1. Lig zu Manisaspor.